# Pale, Bosnien och Hercegovina
Pale (kyrilliska: Пале) är en stad i kommunen Pale i Serbiska republiken i östra Bosnien och Hercegovina. Staden ligger cirka 12,5 kilometer sydost om centrala Sarajevo, vid floden Paljanska Miljacka. Pale hade 12 905 invånare vid folkräkningen år 2013.
Av invånarna i Pale är 98,47 % serber, 0,78 % kroater, 0,10 % montenegriner och 0,05 % bosniaker (2013).